# Liste der Biografien/Mash
Liste der Biografien |
Portal Biografien |
Personensuche
# |
A |
B |
C |
D |
E |
F |
G |
H |
I |
J |
K |
L |
M |
N |
O |
P |
Q |
R |
S |
T |
U |
V |
W |
X |
Y |
Z |
?
 
Ma |
Mb |
Mc |
Md |
Me |
Mf |
Mg |
Mh |
Mi |
Mj |
Mk |
Ml |
Mm |
Mn |
Mo |
Mp |
Mq |
Mr |
Ms |
Mt |
Mu |
Mv |
Mw |
Mx |
My |
Mz
 
Maa |
Mab |
Mac |
Mad |
Mae |
Maf |
Mag |
Mah |
Mai |
Maj |
Mak |
Mal |
Mam |
Man |
Mao |
Map |
Maq |
Mar |
Mas |
Mat |
Mau |
Mav |
Maw |
Max |
May |
Maz
 
Masa |
Masb |
Masc |
Masd |
Mase |
Masg |
Mash |
Masi |
Masj |
Mask |
Masl |
Masm |
Masn |
Maso |
Masp |
Masq |
Masr |
Mass |
Mast |
Masu |
Masv |
Masw |
Masy |
Masz
Die Liste der Biografien führt alle Personen auf, die in der deutschsprachigen Wikipedia einen Artikel haben. Dieses ist eine Teilliste mit 45 Einträgen von Personen, deren Namen mit den Buchstaben „Mash“ beginnt.

## Mash
- Mash, Deborah (* 1952), US-amerikanische Neurologin

### Masha
- Masha, Lawrence (* 1970), tansanischer Politiker, Rechtsanwalt und Wirtschaftsmanager
- Masha, Tumisho (* 1975), südafrikanischer Schauspieler, Filmproduzent und Synchronsprecher
- Mashad, Yahia El (1932–1980), ägyptischer Kerntechnikingenieur
- Mashadeakhel, nubischer König
- Mashal (1917–1998), afghanischer Miniaturmaler
- Masham, Damaris Cudworth († 1708), britische Philosophin
- Masham, Samuel, 1. Baron Masham († 1758), britischer Adliger und Höfling
- Masharawi, Rashid (* 1962), palästinensischer Filmschaffender
- Ma’Shari, Rashid Salim al- (* 1978), omanischer Schwimmer
- Masharipov, Jaloliddin (* 1993), usbekischer Fußballspieler
- Mashayekhi, Nader (* 1958), iranischer Komponist und Dirigent
- Mashayekhi-Beer, Gisela, österreichische Flötistin und Professorin

### Mashb
- Mashburn, Jamal (* 1972), US-amerikanischer Basketballspieler
- Mashburn, Jesse (* 1933), US-amerikanischer Sprinter und Staffel-Olympiasieger

### Mashe
- Mashego, Katlego (* 1982), südafrikanischer Fußballspieler
- Masheke, Malimba (* 1941), sambischer General und ehemaliger Premierminister
- Mashele, Lesiba Precious (* 1990), südafrikanischer Langstreckenläufer
- Masheto, Gakologelwang (* 1984), botswanischer Sprinter

### Mashh
- Mashhoon, Bahram (* 1947), iranisch-US-amerikanischer Physiker
- Mashhur, Mustafa (1921–2002), ägyptischer Muslimrbuder, fünfter Generallenker der Muslimbruderschaft

### Mashi
- Mashiani, Jan, südafrikanischer Marathonläufer
- Mashigo, Boipelo (* 2003), südafrikanischer Fußballspieler
- Mashiko, Teruhiko (* 1947), japanischer Politiker
- Mashile, Lebogang (* 1979), südafrikanische Poetry-Performerin
- Mashiloane, Sibusiso (* 1984), südafrikanischer Jazzmusiker (Piano, Komposition)
- Mashima, Hiro (* 1977), japanischer Manga-ZeichnerHiro Mashima (* 1977)

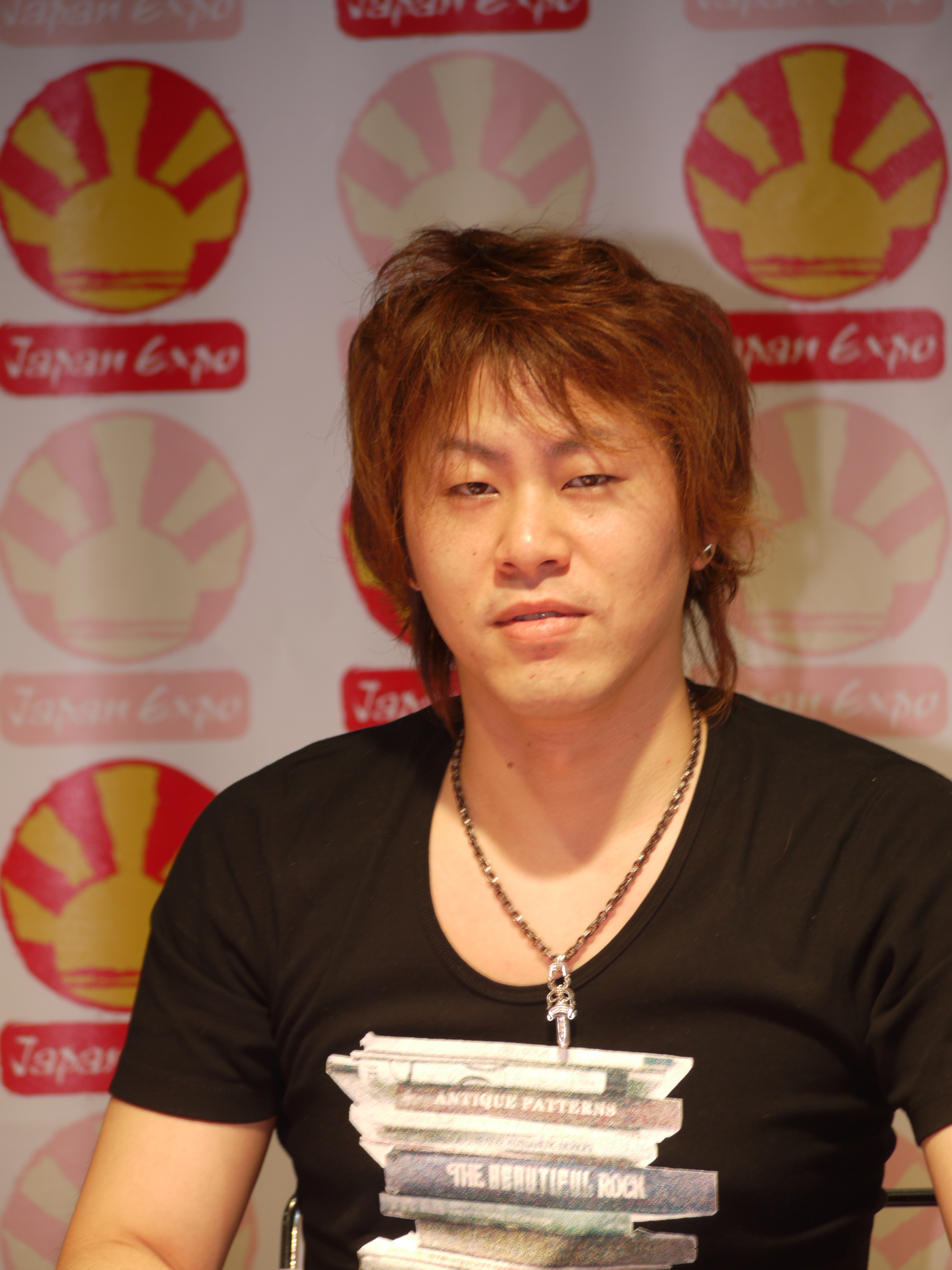
Hiro Mashima (* 1977)

- Mashima, Toshio (1949–2016), japanischer Komponist
- Mashimo, Kōichi (* 1952), japanischer Anime-Regisseur
- Mashimo, Satoshi (* 1974), japanischer Fußballspieler
- Mashin, Sasha (* 1976), russischer Jazzmusiker
- Mashinini, Tsietsi (1957–1990), südafrikanischer Schülerführer
- Mashinter, Brandon (* 1988), kanadischer Eishockeyspieler
- Mashiyane, Spokes (1933–1972), südafrikanischer Jazzmusiker

### Mashk
- Mashkevitch, Alexander (1954–2025), israelischer Unternehmer
- Mashkova, Masha (* 1985), russisch-amerikanische Schauspielerin

### Masho
- Mashonda (* 1978), US-amerikanische R&B-SängerinMashonda (* 1978)

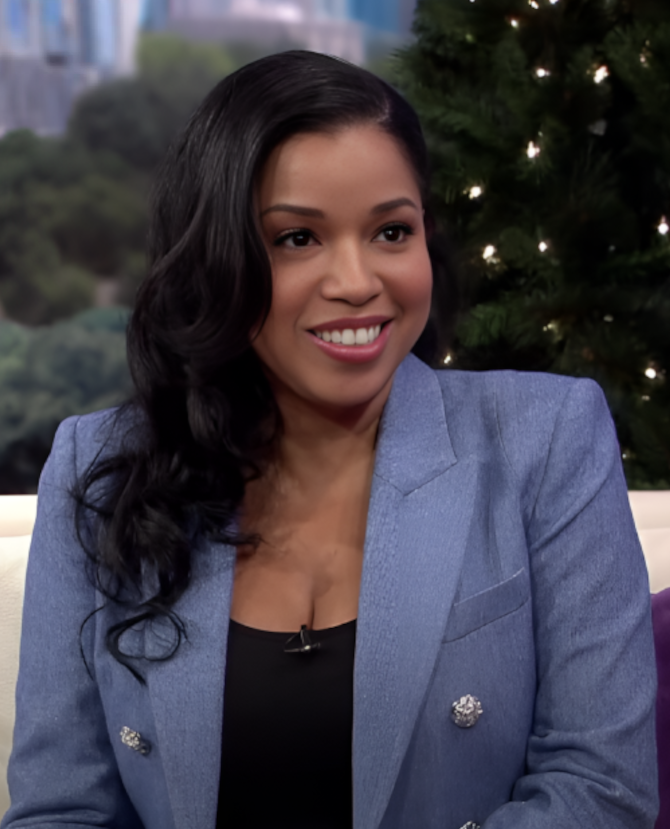
Mashonda (* 1978)

- Mashonee, Jana (* 1980), US-amerikanische Musikerin, Schauspielerin und Philanthropin

### Mashr
- Mashrab, Boborahim (1657–1711), Dichter
- Mashraki, Sophie (* 1996), österreichische Regisseurin, Theaterproduzentin und Unternehmerin
- Mashriqi, Mohammad Yusef (* 1987), US-amerikanisch-afghanischer Fußballspieler

### Mashu
- Mašḫuiluwa, König von Mira zwischen etwa 1315 und 1305 v. Chr.
- Mašḫuitta, König von Mira
- Mashup-Germany (* 1984), deutscher DJ, Musikproduzent und Musikredakteur
- Mashuri, Mishbah al- (* 2005), indonesischer Fußballspieler